# Milejów
Milejów è un comune rurale polacco del distretto di Łęczna, nel voivodato di Lublino.
Ricopre una superficie di 115,66 km² e nel 2004 contava 9 286 abitanti.